# Dasyhelea sonorensis
Dasyhelea sonorensis är en tvåvingeart som beskrevs av Wirth 1978. Dasyhelea sonorensis ingår i släktet Dasyhelea och familjen svidknott. Inga underarter finns listade i Catalogue of Life.